# T-Systems
T-Systems è una multinazionale tedesca di servizi IT e consulenza con sede a Francoforte. Fondata nell'ottobre del 2000, appartiene al gruppo Deutsche Telekom.
A partire dal 2012, T-Systems è la più grande società tedesca e una delle più grandi società europee di servizi IT, al servizio dei clienti come la WestLB, Old Mutual,  di Daimler, Volkswagen, Royal Dutch Shell, Sanlam, Murray & Roberts, BP, TUI AG, Philips, MAN SE, Airbus, E.ON. e British American Tobacco.
La società opera in più di 20 paesi e impiega circa 50.000 persone in tutto il mondo circa (2013), tra i quali circa 27.000 in Germania e 27.000 all'esterno.

## Filiali Italiane
T-Systems Italia era la più grande filiale in Italia prima della cessione a Engineering.
Gestiva l'Information Technology e le Telecomunicazioni (ICT) di gruppi multinazionali ed istituzioni pubbliche. La sede legale e amministrativa era a Vicenza.
Nel 2009 la filiale italiana incontra un momento di crisi. Per mantenere l'occupazione dei circa 470 dipendenti "viene avviato un contratto di Solidarietà e successivamente (2011) una procedura di mobilità per 130 lavoratori che, grazie alle trattative sindacali, è trasformata in esodo volontario per 71 dipendenti.''. Successivamente nei giornali appaiono voci di una cessione della filiale italiana. Inizialmente la società tedesca esclude di voler cedere la filiale. Ma "disattendendo l'accordo firmato a fine 2011, che garantiva stabilità occupazionale fino a tutto il 2014, la società annuncia nel luglio 2011 l'intenzione di vendere la filiale italiana e ad ottobre che una parte degli occupati e una parte di dirigenti, risultano in esubero".
Nel 2012 la conferma della vendita, dopo diverse smentite da parte di Deutsche Telekom, è arrivata a luglio. L'offerta di acquisto finale proviene da Engineering, azienda italiana attiva nel settore della consulenza e dei servizi IT.
Nel 2013 Engineering e T-Systems International Gmbh perfezionato l'accordo attraverso il quale Engineering ha acquisito 1 milione di azioni di T-Systems S.p.A., equivalenti al 100% del capitale sociale della società. La denominazione sociale della società cambia da T-Systems Italia a Engineering.mo.
T-Systems Spring Italia è l'attuale filiale in Italia di T-Systems, operativa solo sul mercato delle telecomunicazioni. Alla fine del 2015, T-Systems Spring Italia viene rinominata T-Systems Italia.